# Binjiang
Binjiang en chino: Bin-Chiáng, lit. 'Bin1jiang1.ogg' (en chino simplificado, 滨江区; pinyin, Bīnjiāng qū) es un distrito urbano bajo la administración directa de la subprovincia de Hangzhou en la provincia de Zhejiang, República Popular China. La parte urbana se localiza en una zona llana a una altura media de 10 m s. n. m. bañada por el río Qiantang. Su área es de 72 km² y su población total para 2018 fue cerca a los 400 mil habitantes.

## Administración
La ciudad-distrito de Binjiang administra 3 subdistritos:
| Subdistrito | Área (km²) | Población | Chino    | Pinyin         |
| ----------- | ---------- | --------- | -------- | -------------- |
| Xixing      | 15.16      | 28 300    | 西兴街道 | Xī xìng jiēdào |
| Changhe     | 30.42      | 41 300    | 长河街道 | Chánghé jiēdào |
| Puyan       | 26.44      | 63 500    | 浦沿街道 | Pǔ yán jiēdào  |

## Clima
El clima en Binjiang es de monzón subtropical templado y húmedo durante las estaciones de primavera y verano. La temperatura media anual es de 16 °C  con 1460 mililitros de lluvia con 1698 horas de sol .
| Parámetros climáticos promedio de Binjiang（1981－2010） | Parámetros climáticos promedio de Binjiang（1981－2010） | Parámetros climáticos promedio de Binjiang（1981－2010） | Parámetros climáticos promedio de Binjiang（1981－2010） | Parámetros climáticos promedio de Binjiang（1981－2010） | Parámetros climáticos promedio de Binjiang（1981－2010） | Parámetros climáticos promedio de Binjiang（1981－2010） | Parámetros climáticos promedio de Binjiang（1981－2010） | Parámetros climáticos promedio de Binjiang（1981－2010） | Parámetros climáticos promedio de Binjiang（1981－2010） | Parámetros climáticos promedio de Binjiang（1981－2010） | Parámetros climáticos promedio de Binjiang（1981－2010） | Parámetros climáticos promedio de Binjiang（1981－2010） | Parámetros climáticos promedio de Binjiang（1981－2010） |
| Mes                                                      | Ene.                                                     | Feb.                                                     | Mar.                                                     | Abr.                                                     | May.                                                     | Jun.                                                     | Jul.                                                     | Ago.                                                     | Sep.                                                     | Oct.                                                     | Nov.                                                     | Dic.                                                     | Anual                                                    |
| -------------------------------------------------------- | -------------------------------------------------------- | -------------------------------------------------------- | -------------------------------------------------------- | -------------------------------------------------------- | -------------------------------------------------------- | -------------------------------------------------------- | -------------------------------------------------------- | -------------------------------------------------------- | -------------------------------------------------------- | -------------------------------------------------------- | -------------------------------------------------------- | -------------------------------------------------------- | -------------------------------------------------------- |
| Temp. media (°C)                                         | 4.3                                                      | 6.3                                                      | 10.2                                                     | 16.2                                                     | 21.4                                                     | 24.8                                                     | 28.8                                                     | 28.1                                                     | 23.7                                                     | 18.2                                                     | 12.2                                                     | 6.3                                                      | 16.7                                                     |
| Precipitación total (mm)                                 | 78.9                                                     | 90.6                                                     | 140.9                                                    | 135.7                                                    | 140.9                                                    | 226.5                                                    | 185.2                                                    | 164.2                                                    | 124.9                                                    | 71.2                                                     | 69.7                                                     | 49.2                                                     | 1477.9                                                   |
| Días de precipitaciones (≥ 1 mm)                         | 13                                                       | 13                                                       | 16                                                       | 15                                                       | 14                                                       | 15                                                       | 12                                                       | 14                                                       | 12                                                       | 9                                                        | 9                                                        | 9                                                        | 151                                                      |
| Horas de sol                                             | 100.8                                                    | 95.5                                                     | 115.5                                                    | 138.3                                                    | 162.3                                                    | 140.8                                                    | 217.5                                                    | 195.9                                                    | 140.2                                                    | 141.2                                                    | 125.3                                                    | 125.4                                                    | 1698.7                                                   |
| Fuente: 富阳农业气象                                     |                                                          |                                                          |                                                          |                                                          |                                                          |                                                          |                                                          |                                                          |                                                          |                                                          |                                                          |                                                          |                                                          |